# Ахалая, Владимир
Владимир (Ладо) Ахалая (груз. ვლადიმერ 'ლადო' ახალაია; 26 июня 1982, Тбилиси) — грузинский футболист, выступавший на всех позициях в поле (в основном играл на позиции нападающего). Выступал за национальную сборную Грузии.

## Биография

### Клубная карьера
Воспитанник футбольной школы тбилисского «Динамо». На взрослом уровне начал выступать с 1998 года в низших лигах Грузии за «Динамо-3» и «Мерани» (ФК «Тбилиси»).
В 2000 году перешёл в кишинёвский «Зимбру», где провёл два с половиной сезона. Становился серебряным (2000/01, 2002/03) и бронзовым (2001/02) призёром чемпионата Молдавии.
В ходе сезона 2002/03 вернулся в тбилисское «Динамо» и в том же году стал чемпионом Грузии и обладателем Кубка страны. В сезоне 2003/04 со своим клубом завоевал бронзовые награды чемпионата и очередной Кубок Грузии, а также вошёл в пятёрку лучших бомбардиров чемпионата с 12 голами. Весной 2005 года был отдан в аренду в швейцарский «Цюрих», с которым стал обладателем Кубка Швейцарии 2004/05 и чемпионом Швейцарии 2005/06. В ходе сезона 2005/06 вернулся в тбилисское «Динамо».
В начале 2007 года был на просмотре в бухарестском «Динамо». Затем сменил несколько клубов в Молдавии, нигде надолго не закрепившись.
В 2008 году вернулся в Грузию, но выйти на прежний уровень ему так и не удалось. В последующие годы нерегулярно играл в клубах-середняках высшего дивизиона и в низших лигах. В сезоне 2008/09 с «Олимпи» и в сезоне 2013/14 с «Сиони» становился бронзовым призёром чемпионата Грузии. Летом 2011 года возвращался в тбилисское «Динамо», но сыграл за него только два матча в еврокубках.
Последним клубом футболиста стал в 2016 году аутсайдер первой лиги «Саповнела».

### Карьера в сборной
Выступал за молодёжную сборную Грузии.
В национальной сборной Грузии сыграл единственный матч 18 февраля 2004 года против Румынии (0:3), вышел в стартовом составе и на 27-й минуте был заменён на Давида Сирадзе.